# القاعة متعددة الاختصاصات ببنقردان
القاعة متعددة الاختصاصات ببنقردان أو قاعة الرياضات الجماعية ببنقردان أو القاعة الرياضية ببنقردان (بالفرنسية: Salle Omnisport de Ben Gardane)‏ هي قاعة رياضية تونسية تقع في مدينة بنقردان في الجمهورية التونسية. تقع القاعة بجانب ملعب 7 مارس ببنقردان.

## المكونات
- القاعة الكبرى
- قاعة مراقبة المنشطات
- قاعة الصحافة
- حجرات ملابس اللاعبين
- حجرات ملابس الحكام
- دورات المياه
- محل تمريض

## مقالات ذات صلة
- ملعب 7 مارس
- الملعب البلدي ببنقردان
- الاتحاد الرياضي ببنقردان
- جمعية أولمبيك بنقردان
- النجم الرياضي ببنقردان

## روابط خارجية
- صفحة ملعب 7 مارس على موقع كوووة.
- صفحة الاتحاد الرياضي ببنقردان على موقع كوووة.
- صفحة جمعية أولمبيك بنقردان على موقع كوووة.
- الموقع الرسمي لوزارة الشباب والرياضة.
- الموقع الرسمي للجامعة التونسية لكرة اليد.
- الموقع الرسمي للجامعة التونسية لكرة السلة.
- الموقع الرسمي للجامعة التونسية للكرة الطائرة.